# Хронологија СФРЈ новембар 1990.
Хронолошки преглед важнијих догађаја везаних за друштвено-политичка дешавања у Социјалистичкој Федеративној Републици Југославији (СФРЈ), као и општа политичка, друштвена, спортска и културна дешавања која су се догодила у току новембра месеца 1990. године.
| ← октобар | ← октобар | ← октобар | ← октобар | ← октобар | ← октобар | ← октобар | ← октобар | Хронологија СФРЈ током 1990. | Хронологија СФРЈ током 1990. | Хронологија СФРЈ током 1990. | Хронологија СФРЈ током 1990. | Хронологија СФРЈ током 1990. | Хронологија СФРЈ током 1990. | Хронологија СФРЈ током 1990. | Хронологија СФРЈ током 1990. | Хронологија СФРЈ током 1990. | Хронологија СФРЈ током 1990. | Хронологија СФРЈ током 1990. | Хронологија СФРЈ током 1990. | Хронологија СФРЈ током 1990. | Хронологија СФРЈ током 1990. | децембар → | децембар → | децембар → | децембар → | децембар → | децембар → | децембар → | децембар → |
| Ч         | П         | С         | Н         | П         | У         | С         | Ч         | П                            | С                            | Н                            | П                            | У                            | С                            | Ч                            | П                            | С                            | Н                            | П                            | У                            | С                            | Ч                            | П          | С          | Н          | П          | У          | С          | Ч          | П          |
| 1         | 2         | 3         | 4         | 5         | 6         | 7         | 8         | 9                            | 10                           | 11                           | 12                           | 13                           | 14                           | 15                           | 16                           | 17                           | 18                           | 19                           | 20                           | 21                           | 22                           | 23         | 24         | 25         | 26         | 27         | 28         | 29         | 30         |

## Догађаји

### 3. новембар
- Загребу одржан Једанаести конгрес Савеза комуниста Хравтске – Странке демократских промена (СКХ–СДП) на коме је из назива избачен Савез комуниста, након чега је коришћен само назив Странка демократских промена. На Конгресу је за председника странке изабран Ивица Рачан, дотадашњи председник Председништва Централног комитета.[1][2]

### 8. новембар
- У Загребу Сабор Републике Хрватске изгласао Закон којим су јединице Територијалне одбране Хрватске стављене под команду Владе Републике Хрватске.

### почетком новембра
- Словенију погодило јако невреме, током кога је услед јаких киша дошло до изливања река — Саве, Савиње, Меже и др. Трећина Словеније била је поплављена, а најтеже је било у околини Цеља, где је уведено ванредно стање.

### 11. новембар
- На територији Социјалистичке Републике Македоније одржан први круг првих вишестраначких парламентарних избора (други круг одржан је 25. новембра) на којима је гласало 84,8% бирача. Највећи број гласова остварила је опозициона ВМРО-ДПМНЕ, која је освојила 38 посланичких места; резултат преосталих парламентарних страна био је следећи: Савез комуниста Македоније-Партија за демократски преображај (реформисани Савез комуниста Македоније) — 31 мандат, Партија за демократски просперитет — 22 мандата, Савез реформских снага и Млада демократско-прогресивна странка — 18 мандата и остале странке — 11 мандата. Услед недовољног броја мандата, нико није могао самостално да формира власт, па је 20. марта 1991. формирана „експертска техничка” влада.
- У Љубљани умро Зденко Калин (1911—1990), познати југословенски вајар.

### 14. новембар
- У Словенији владајућа коалиција ДЕМОС предложила одржавање референдума о одвајању Словеније од СФРЈ, јер се словеначко-хрватски предлог о конфедералном уређењу споро разматра.

### 18. новембар
- На територији Социјалистичке Републике Босне и Херцеговине одржани први круг првих вишестраначких локалних, парламентарних и избора за Председништво СР БиХ. На парламентарним изборима, победу су однеле три водеће националне партије — Странка демократске акције освојила је 86 мандата, Српска демократска странка 72 мандата и Хрватска демократска заједница 44 мандата. Остале партије у парламенту биле су: Савез комуниста Босне и Херцеговине—Странка демократских промена (реформисани Савез комуниста БиХ) са 19 мандата, Савез реформских снага Босне и Херцеговине са 13 мандата и остале странке са 6 мандата. Ново Извршно веће СР БиХ формирано је 20. децембра, а за његовог председника изабран је Јуре Пеливан.
- На изборима за седмочлано Председништво СР БиХ, највећи број гласова освојили су — Фикрет Абдић (СДА), 1.045.539; Алија Изетбеговић (СДА), 879.266; Ејуп Ганић (СДА), 709.691; Биљана Плавшић (СДС), 573.812; Нијаз Дураковић (СК БиХ-СДП), 558.263; Никола Кољевић (СДС), 556.218 и Ненад Кецмановић (СК БиХ-СДП), 500.783. Због „националног кључа“ у Председништво су укључени — Фикрет Абдић и Алија Изетбеговић, Муслимани; Никола Кољевић и Биљана Плавшић, Срби; Стјепан Кљујић и Фрањо Борас; Хрвати и Ејуп Ганић, као остали. Иако је Фикрет Абдић освојио највећи број гласова, за председника Председништва је 20. децембра, договором лидера три националне странке, изабран Алија Изетбеговић.

### 19. новембар
- У Београду, у сали „Сава центра“, одржана промоција Савеза комуниста — Покрета за Југославију (СК—ПЈ), који је представљао правног и политичког наследника Савеза комуниста Југославије (СКЈ), а Иницијативни одбор за оснивање формирали су руководиоци Организације Савеза комуниста у Југословенској народној армији (ОСК у ЈНА), након одлуке о деполитизацији ЈНА. Међу оснивачима странке налазили су се истакнути активни и пензионисани генерали — Вељко Кадијевић, Никола Љубичић, Бранко Мамула, Стеван Мирковић и др, као и Мира Марковић, супруга председника Србије Слободана Милошевића.[3][4][5]

### 22. новембар
- У току ноћи 22/23. новембра на раскрсници магистралних путева за Задар, Обровац и Книн, у околини Бенковца, група непознатих нападача извршила оружани напад на тројицу припадника МУП Хрватске, у којем је смртно страдао Горан Алавања, а лакше су рањени Стеван Букарица и Јово Граовац. Милиционер Горан Алавања (1963—1990), Србин из села Доњег Карина, код Бенковца, био је прва жртва напетих међунационалних односа у Републици Хрватској.

### 25. новембар
- На територији Социјалистичке Републике Македоније одржан други круг парламентарних избора.

### 26. новембар
- Народна банка Југославије, у складу са савезним економским реформама, издала нову новчаницу апоена од 1.000 динара, са ликом научника Николе Тесле (новчаница је била у оптицају, уз мање измене, до 1993).

### 28. новембар
- У Београду умро Велимир Стојнић (1916—1990), друштвено-политички радник СФРЈ и носилац Ордена народног хероја. Сахрањен је у Алеји народних хероја на Новом гробљу у Београду.
- У току ноћи 28/29. новембар припадници МУП Хрватске у Двору на Уни ухапсили Жељка Ражнатовића Аркана, вођу навијача „Црвене звезде“ и још тројицу особа, са већом количином наоружања.

### 30. новембар
- У Бостону умро Владимир Дедијер (1914—1990), новинар, историчар и публициста, члан САНУ и званични биограф Јосипа Броза Тита (његова урна сахрањена је 21. децембра у Љубљани).